# 1974 (16光年の訪問者)
「1974 (16光年の訪問者)」（いちきゅうななよん じゅうろくこうねんのほうもんしゃ）は、TM NETWORKの2枚目のシングル。1984年7月21日に発売された。
曲名の読みは「いちきゅうななよん」であるが、歌詞の中では英語読みの「ナインティーン・セブンティフォー」である。また、タイトルはメンバー3人が高校生だった頃を投影している。

## 背景・制作
1983年に行われた「コカ・コーラ フレッシュサウンズコンテスト」に出場した際に披露され優勝を獲得し、デビューするきっかけとなった楽曲である。デモテープはKorg PolysixをRoland TR-808と同期して制作されたが、商品化の際にRoland MC-8で丸ごと作り直した。また、サビ以外のボーカル用のメロディが1980年（「Sweet Song 2001」の仮タイトルがつけられていた原曲）、リリース盤のサビのボーカル用のメロディが1984年に作られた。レコーディングの際に小室が原曲のコードに違うメロディを鼻歌で歌っていたら、「そっちの方が全然いい」と即決で決まった。
アルバム『RAINBOW RAINBOW』からシングルカットするにあたり、アルバム・ヴァージョンにあった冒頭の映画のワンシーンを思わせるSEがカット、ミックスが変更されている他、イントロのフレーズが短く編集され、ヴォーカルを新たに録り直している。

## プロモーション
当時、EPIC・ソニー所属でTM NETWORK担当ディレクターだった山口三平によると、TM NETWORKのアーティスト担当（当時）だった坂西伊作から電話があり、「TMを北海道で売り出したい。ある程度の予算も確保した」と連絡がきたのがきっかけとなり、北海道でのプロモーション活動が開始された。同時期に、北海道文化放送（UHB）で放送された情報番組『おもしろザウルス』が開始されると聞いた山口は、「『おもしろザウルス』と組めれば、面白い展開になるんじゃないか」と提案したところ、UHB側が興味を持ち合意できたという。その結果、北海道で集中的にヒットし、札幌のテレビやラジオに頻繁に出演するようになった。その当時を振り返った楽曲が2007年に発表された「N43」である。

## ミュージック・ビデオ
ミュージック・ビデオは、空飛ぶキャデラックやUFO、フランケンシュタインや狼男など多数のモンスターが登場するほかタイムトラベル的なシーンが描写され、小室自身が絵コンテを担当した。
TM NETWORK担当ディレクターの山口によると、当時の札幌のマスコミ関係者は全員がビックリしていた一方、チャラいと嫌う人も少なくなかったという。ただ、面白いという意見が多く、山口はこれらのおかげで「北海道でのプロモーションが成功した」と語っている。

## 収録曲
| 全編曲: 小室哲哉。 |                                           |            |           |      |
| #                  | タイトル                                  | 作詞       | 作曲      | 時間 |
| 1.                 | 「1974 (16光年の訪問者)」                 | 西門加里   | 小室哲哉  | 3:57 |
| 2.                 | 「パノラマジック (アストロノーツの悲劇)」 | 麻生香太郎 | 木根尚登  | 4:10 |
| 合計時間:          | 合計時間:                                 | 合計時間:  | 合計時間: | 8:07 |

## 収録アルバム
1974 (16光年の訪問者)
- RAINBOW RAINBOW （オリジナル・ヴァージョン）
- DRAGON THE FESTIVAL (CHILDREN'S LIVE MIX)
- Gift for Fanks
- GROOVE GEAR 1984-1994 （オリジナル・ヴァージョン）
- TETSUYA KOMURO PRESENTS TMN BLACK
- TMN final live LAST GROOVE 5.19 （ライブ・ヴァージョン）
- TIME CAPSULE all the singles
- Welcome to the FANKS! （CHILDREN'S LIVE MIX）
- TM NETWORK THE SINGLES 1 （Disc 1にシングル・ヴァージョン、初回限定盤のみ付属Disc 2にCHILDREN'S LIVE MIXが収録）
- TM NETWORK ORIGINAL SINGLES 1984-1999
- TM NETWORK ORIGINAL SINGLE BACK TRACKS 1984-1999 （オリジナル・カラオケ）
- Gift from Fanks T
- 40th FANKS intelligence Days 〜YONMARU〜（ライヴ・ヴァージョン）
- ELECTRIC PROPHET （「CHILDREN'S LIVE MIX」基調のライヴ・ヴァージョン）

パノラマジック (アストロノーツの悲劇)
- RAINBOW RAINBOW
- GROOVE GEAR 1984-1994 （ライブ・ヴァージョン）
- TM NETWORK ORIGINAL SINGLES 1984-1999
- TM NETWORK ORIGINAL SINGLE BACK TRACKS 1984-1999 （オリジナル・カラオケ）
- ELECTRIC PROPHET （ライヴ・ヴァージョン）